# Guerre cingalaise-portugaise
Les conflits cingalais-portugais font référence à la série d'affrontements armés qui ont eu lieu de 1518 à 1658 au Sri Lanka (alors connu des Européens sous le nom de Ceylan) entre les royaumes Cingalais  indigènes et l'Empire portugais. Cela s'étend sur plus d'un siècle de l'histoire du Sri Lanka. Une combinaison de mouvements politiques et militaires a permis aux Portugais de prendre le contrôle de la majeure partie de l'île, mais leur invasion du dernier royaume indépendant a été un désastre, conduisant à une impasse dans la guerre au sens large et à une trêve à partir de 1621. En 1638, la guerre a repris lorsque la Compagnie néerlandaise des Indes orientales est intervenue dans le conflit, d'abord en tant qu'alliée des Cinghalais contre les Portugais, mais plus tard en tant qu'ennemie des deux camps. La guerre s'est terminée en 1658, les Hollandais contrôlant environ la moitié de l'île, le Royaume de Kandy l'autre moitié et les Portugais expulsés.
Les Portugais sont arrivés au Sri Lanka en 1505, initialement en tant que marchands pour le lucratif commerce des épices. La crise du seizième siècle du Sri Lanka (1521-1597) a commencé avec le Vijayabā Kollaya, la partition du royaume de Kotte entre trois frères, qui ont commencé une série de guerres pour la succession . À partir de 1527, les Portugais ont commencé à intervenir dans la politique intérieure cinghalaise et à exploiter les rivalités entre les différents royaumes,. Les Portugais ont étendu leur influence en plaçant des souverains clients sur les trônes de plusieurs royaumes et en gouvernant directement d'autres régions. Ces machinations ont gagné le contrôle portugais sur le royaume de Kotte à partir de 1551. Cependant, le principal bénéficiaire qui était le royaume de Sitawaka, a pu s'étendre entre 1521 et 1587 - grâce à la conquête d'autres royaumes indigènes - jusqu'à ce qu'il contrôle une bonne partie du Sri Lanka.
Rajasinha I de Sitawaka a tenté d'expulser les Portugais de l'île, mais a été repoussé avec de lourdes pertes lors du siège de Colombo en 1587-1588. La plupart des territoires nouvellement conquis se sont alors rebellés contre Sitawaka. Les royaumes rivaux divisés et désorganisés sont devenus des cibles faciles pour une nouvelle expansion portugaise, et dans une série de conflits militaires et de manœuvres politiques, les Portugais ont étendu leur contrôle sur les royaumes de Jaffna (1591), Raigama (1593), et Sitawaka (1593).
En 1592, les Portugais placèrent un dirigeant client sur le trône du Royaume de Kandy, mais il mourut peu après dans des circonstances suspectes et ils furent forcés de se retirer. Cherchant à soumettre le dernier grand royaume du Sri Lanka, les Portugais lancèrent une invasion militaire de Kandy lors de la Campagne de Danture de 1594. L'invasion fut un désastre pour les Portugais, leur armée ayant été vaincue par les forces kandyennes. La guerre est devenue une impasse, avec de nouvelles tentatives portugaises de conquérir Kandy repoussées à plusieurs reprises, tandis que les Kandyens ont été incapables d'évincer les Portugais du reste de l'île. Une série de rébellions à la fois sur le territoire portugais et dans le royaume de Kandy a conduit les deux parties à accepter une trêve en 1621. Le traité a conduit Kandy à devenir officiellement un État vassal du Portugal, mais en réalité à maintenir son indépendance. Cela a permis aux deux parties d'écraser les rébellions dans leurs territoires respectifs et a mis fin au conflit direct entre elles pendant les dix-sept années suivantes. Les Portugais ont également pu conquérir les Chefferies Vanni en 1621.

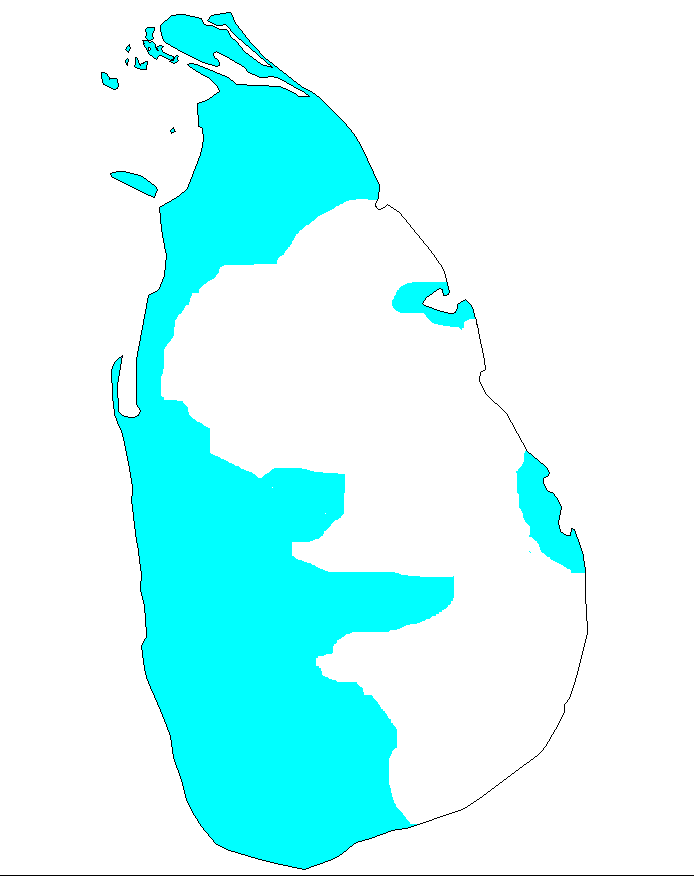
Expansion maximale du Ceylan portugais (cyan), après la conquête du Royaume de Jaffna in 1619 et des Chefferies Vanni en 1621

La paix précaire fut finalement rompue par l'intervention de la Compagnie néerlandaise des Indes orientales en 1638, qui chercha à exploiter la situation pour s'emparer des possessions portugaises dans le cadre de la Guerre neerlando-portugaise. Les Néerlandais ont formé une alliance avec Kandy; ensemble, ils remportèrent plusieurs batailles contre les Portugais, notamment le siège de Galle en 1640. Cependant, l'alliance hollandaise-kandyenne s'effondra et les trois puissances restantes se combattirent dans une guerre triangulaire pour un temps. Les Hollandais et les Kandyens renouvelèrent leur alliance en 1649 pour chasser les Portugais de l'île. La forteresse portugaise de Colombo a été conquise en 1656, mais une fois cela fait, les Néerlandais ont immédiatement trahi leurs alliés Kandyens, prenant le contrôle des possessions portugaises.
À la fin de la guerre en 1658, toutes les forces portugaises avaient été expulsées de l'île. Le royaume de Kandy était le seul régime politique indigène survivant, dirigeant près de la moitié du Sri Lanka.